# Orville Trask
Orville Luther Trask (Pueblo, 3 dicembre 1934 – Houston, 12 novembre 2008) è stato un giocatore di football americano statunitense che ha militato nel ruolo di defensive tackle nell'American Football League (AFL).

## Carriera
Trask fu scelto nel corso del 24º giro (282º assoluto) del Draft NFL 1959 dai Chicago Cardinals ma iniziò la carriera da professionista nel 1960 con gli Houston Oilers della neonata American Football League. Con essi vinse i primi due campionati della storia della lega da capitano. Nel 1962 passò agli Oakland Raiders ma fu costretto al ritiro per un infortunio a una spalla.

## Palmarès
- Campionati AFL : 2

Houston Oilers: 1960, 1961

## Vita privata
Il nipote, Kyle Trask, gioca nel ruolo di quarterback per i Tampa Bay Buccaneers.